# Premio Andalucía de Novela
El Premio Andalucía de Novela fue un premio literario para obras inéditas entregado entre 1986 y 2002 por la Fundación BBVA. Según la etapa, se publicó en colaboración con las editoriales Espasa-Calpe (1986-1991), Guadalquivir Ediciones (1992-1996) y Alfaguara (1997-2002).

## Lista de ganadores
| Año  | Ganador                    | País   | Obra                                         |
| ---- | -------------------------- | ------ | -------------------------------------------- |
| 1986 | Luis Ramírez Benéytez      | España | El ciego y oscuro salto de Francisco Vicaría |
| 1987 | Joaquín Márquez            | España | El jinete del caballo de copas               |
| 1988 | José María Vaz de Soto     | España | Despeñaperros                                |
| 1989 | Juan Manuel Borrero        | España | La luna blanca de Chesed                     |
| 1990 | Dolores Soler-Espiauba     | España | Hermana Ana, ¿qué ves?                       |
| 1991 | Juan Rey                   | España | Un hombre cualquiera                         |
| 1992 | Noel Navarro Cabrera       | Cuba   | El sol de mediodía                           |
| 1993 | Antonio Soler              | España | Modelo de pasión                             |
| 1994 | Antonio Hernández          | España | Sangrefría                                   |
| 1995 | Antonio Prieto             | España | La plaza de la memoria                       |
| 1996 | Marian Izaguirre           | España | El ópalo y la serpiente                      |
| 1997 | Pepa Roma                  | España | Mandala                                      |
| 1998 | Montserrat Fernández       | España | Gramática griega                             |
| 1999 | Benjamín Prado             | España | No sólo el fuego                             |
| 2000 | Antonio Orejudo Utrilla    | España | Ventajas de viajar en tren                   |
| 2001 | Juan Antonio Bueno Álvarez | España | El último viaje de Eliseo Guzmán             |
| 2002 | Manuel Rico                | España | Los días de Eisenhower                       |